# Commitment device

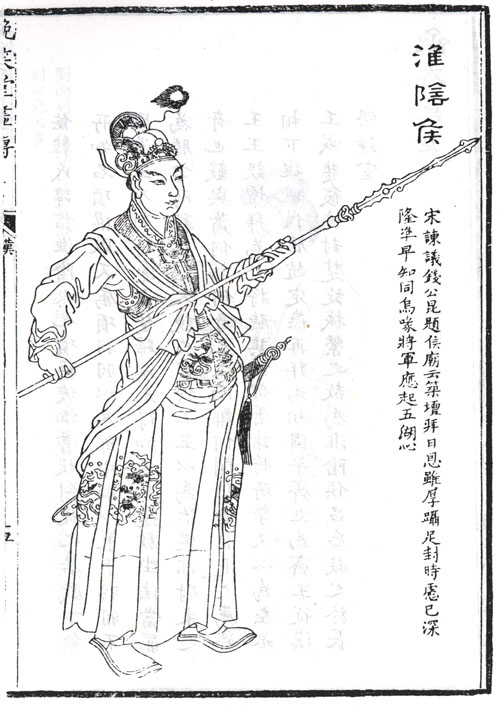
Il generale militare cinese Han Xin creò un commitment device per i suoi soldati, mettendoli con le spalle rivolte verso un fiume per assicurarsi che combattessero.

Un commitment device è, secondo il giornalista Stephen J. Dubner e l'economista Steven Levitt, un modo per forzarsi a seguire un piano d'azione che non si vuole seguire, pur sapendo che la cosa giusta da fare è seguirlo. In altre parole, un commitment device è un modo per darsi una ricompensa o una punizione in modo da rendere una promessa vuota più forte e più credibile. Un commitment device è quindi una tecnica grazie alla quale si rende più facile evitare l'acrasia (un comportamento irrazionale tenuto da una persona che opera scelte contrarie a quelle individuate come ottimali per sé), e in particolare la procrastinazione.

## Concetto
Il termine "commitment device" (dispositivo di impegno) viene utilizzato sia in economia che nella teoria dei giochi. In particolare il concetto è rilevante nei campi dell'economia e soprattutto nello studio del processo decisionale. Un esempio comune di commitment device è quello adottato da Ulisse per evitare di ascoltare il canto delle sirene ed essere tentato di saltare in mare.
L'economista Jodi Beggs scrive che "i commitment devices sono un modo per superare la discrepanza tra le preferenze a breve e le preferenze a lungo termine di un individuo. In altre parole, sono un modo per le persone autosufficienti di modificare i loro incentivi o l'insieme di possibili scelte per superare l'impazienza o per superare altri comportamenti irrazionali".

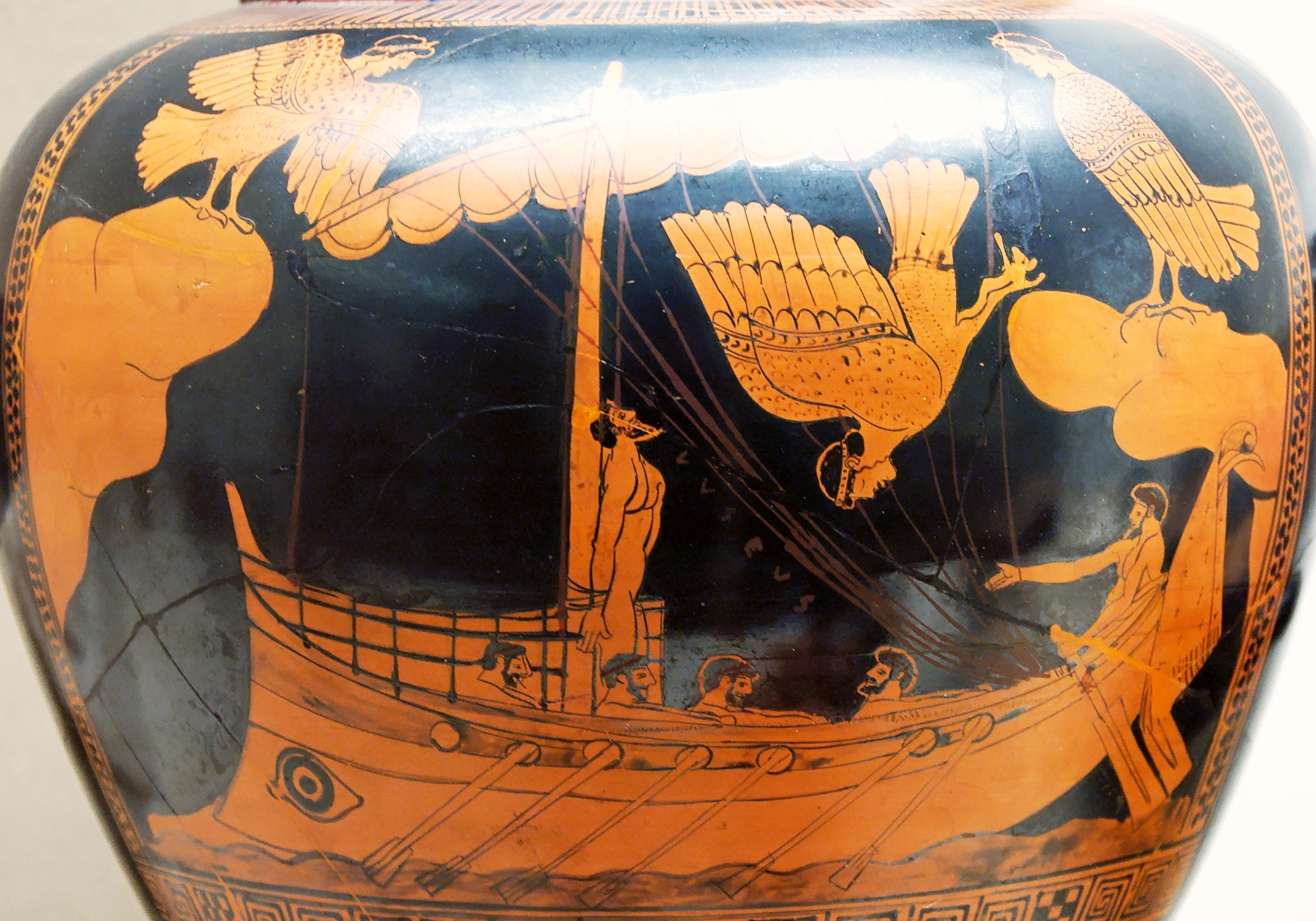
Ulisse legato all'albero maestro

L'economista comportamentale Daniel Goldstein descrive come i commitment devices stabiliti a bocce ferme, in stato di calma, aiutino a proteggersi da decisioni impulsive prese in stato di stress o di turbamento emotivo. Lo stesso Goldstein afferma che, nonostante la loro utilità, i commitment devices presentano anche degli svantaggi, come ad esempio il fatto che per agire necessitino comunque di una qual certa forma di controllo di sé. Qualora l'agente si ritrovasse in una situazione in cui il dispositivo non incentiva l'impegno, l'agente potrebbe non avere abbastanza potenza o capacità di controllo.

## Metodi
- Creare maggiori ostacoli alle tentazioni al fine di aumentare i costi delle tentazioni.
- Rendere pubblico il proprio impegno, in modo da compromettere la propria reputazione nel caso in cui non si riuscisse a mantenere fede ai propri propositi.
- Fare una scommessa o un contratto monetario con qualcuno per aumentare il vantaggio di mantenere la propria promessa.

## Esempi

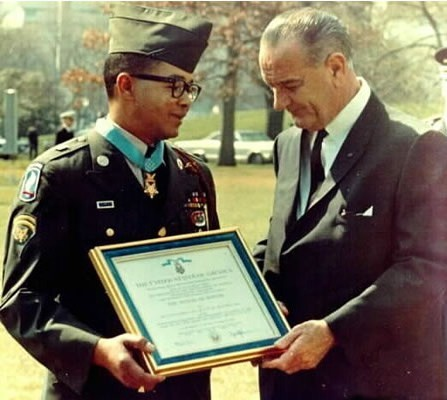
Un soldato riceve una medaglia d'onore. I costrutti culturali umani come l'onore possono fungere da commitment devices.

Esempi di dispositivi di impegno abbondano. Dubner e Levitt esprimono l'esempio di Han Xin, un generale dell'antica Cina, che posizionava i propri soldati con le spalle rivolte verso un fiume, rendendo impossibile per loro fuggire e non lasciando quindi loro altra scelta che quella di attaccare il nemico a testa bassa. Gli stessi Dubner e Levitt hanno poi presentato commitment devices legati alla perdita di peso, sostenendo poi come le emozioni umane e il senso dell'onore sono forme di dispositivo di impegno, così come l'annunciare impegni pubblici e come la distruzione mutua assicurata, nonché il ricorso a software che bloccano l'accesso a internet per un periodo di tempo predeterminato.